# 三少爺的劍

《三少爺的劍》，天地圖書出版社版本，1997年出版

《三少爺的劍》為古龍晚期小說，1975年6月至1976年3月，香港〈武俠春秋〉246-273期連載，原名《江湖人》，1977年8月，桂冠出版時改名《三少爺的劍》。
風雲時代出版「江湖人系列」另有《劍‧花‧煙雨‧江南》、《大地飛鷹》、《白玉老虎》和《英雄無淚》，似為拼湊。
本書有後傳《圓月彎刀》。

## 故事大綱
“剑气纵横三万里，一剑光寒十九洲”，神劍山莊的三少爺謝曉峰試劍江湖未嚐一敗，而且劍下更是從無活口。同是使劍高手的燕十三，因為看過三少爺的劍法決定前往挑戰，可是到達神劍山莊後，卻被告知謝曉峰已經英年早逝。
实际上，他厌倦江湖，抛弃生来就有的地位和财富，隐姓埋名化名阿吉生活在社会的最底层，但人在江湖身不由己，他不得不重现江湖。
最终谢晓峰与燕十三一战，谢晓峰本该被夺命十三剑第十五式击败，但是燕十三因为一来救过谢晓峰，二来不想自己那夺命十三剑的第十五招变化存于世上，而自己杀死了自己，谢晓峰也割掉了雙手大拇指，终生不再使剑，甘于归隐！

## 主要人物
- 謝曉峰：天下第一劍客，神劍山莊謝家三少爺。他一十三歲時擊敗江湖中成名已久的劍客華少坤。人稱「神劍三少爺」及「天下第一劍客」。
- 燕十三：「奪命燕十三」，十七歲時就已名滿江湖，他是这世上唯一能威胁到謝曉峰的人。
- 慕容秋荻：武林中的四大世家之一七星塘的主人「江南大俠」慕容正之女，謝曉峰之妻，江湖組織「天尊」的主人。

## 次要人物

### 谢家相关
- 谢王孙：神剑山庄庄主，谢晓峰之父。
- 谢掌柜
- 謝鳳凰：神劍山莊主人謝王孫的堂房妹妹「飛鳳女劍客」。
- 华少坤：绰号“游龙剑客”。
- 謝小荻：謝曉峰和慕容秋荻之子。

### 红旗镖局相关
- 鐵開誠：鐵中奇的义子，燕十三劍法惟一的傳人。
- 胡非：镖师
- 张实：护旗镖师
- 丧门剑
- 铁义

### 老苗子家相关
- 老苗子：苗人
- 老婆婆：老苗子的母亲
- 娃娃：老苗子的妹妹。她有雙大大的眼睛，還有雙纖巧的手，她的頭髮烏黑柔軟如絲緞，態度高貴溫柔，看來就像是一位真的公主。因緣際會下認識謝家三少爺謝曉峰。後因被慕容秋荻所逼，下嫁瞎子竹葉青。

### 大老板相关
- 大老板
- 葉青竹：竹葉青，大老板的军师。
- 铁虎：原名雷震天
- 铁头大刚
- 金兰花
- 铁拳阿勇
- 黑杀：

- 白木：武当弟子，被逐出门墙后仍着道装，佩剑，身长六尺八寸，面黄体瘦，眉角有痣。
- 土和尚：出身少林，头陀打扮，身长八尺，擅伏虎罗汉神拳，天生神力。
- 黑鬼：关西浪子，使刀，好杀人，身长六尺，终年着黑衣。使缅刀，可作腰带。
- 佐佐木：东满岛，九洲国浪人，所使东洋刀长六尺，残酷好杀。
- 江岛：佐佐木之弟，擅轻功暗器，本是扶桑忍者“伊贺”传人。
- 丁二郎：本为关中豪门，败尽家财，流浪江湖，好酒色，使剑。
- 青蛇：机智善变，身长六尺三寸。
- 老柴：年纪最长，络腮胡子，好酒常醉，早年即为刺客，杀人无算，常因贪杯误事。
- 斧头：九尺大汉，使大斧，粗鲁健壮，性如烈火。

- 茅一云：茅大先生，“以子之茅，攻子之盾”，江南慕容的亲传嫡系
- 仇二
- 单亦飞：绰号“燕子双飞”，江南十大名剑中排名第三
- 柳苦竹
- 老和尚
- 富贵神仙搜魂手：“点石成金，点活成死”
- 三角眼：街头混混
- 车夫：街头混混
- 阿占：街头混混
- 长三：街头混混
- 大牛
- 紫铃

### 韩家巷相关
- 韩大奶奶：韩家巷妓院老鸨
- 哑巴
- 哑巴妻子
- 大象：韩家巷妓院妓女

### 七大剑派相关
- 欧阳云鹤：武当派当代六大弟子“四灵双玉”中四灵之首
- 秦独秀：崆峒门下
- 梅长华：华山门下，惟一可以自由出入华山，走动江湖的一个
- 田在龙：昆仑门下，绝招“飞龙九式”
- 吴涛：点苍门下，当代“点苍七剑”之一。
- 黎平子：海南剑客，独臂、跛足、奇丑，
- 厉真真：峨嵋门下，绰号“罗刹仙子”
- 曹冰：绰号“无情小子”，点苍门下
- 曹寒玉：武当七大弟子之一，曹冰之子

### 夏侯山庄相关
- 夏侯星:夏侯飞山之子
- 夏侯飞山：绰号“火焰神鹰”，夏侯重山之弟
- 薛可人：夏侯星妻子。

### 医生相关
- 簡傳學：簡複生的兒子。
- 简复生：名医
- 芳梅：丫环
- 于俊才：名医，生得奇形怪状，不但驼背跛腿，而且满脸麻子。
- 施经墨：名医

### 其他
- 烏鴉
- 高通：綽號“一箭穿心”
- 關外飛鷹 ：獨創“飛鷹十三刺”
- 清风剑
- 铁剑镇三山
- 袁次云：金陵紫衣老家的二公子
- 袁飞云：金陵紫衣老家的大公子
- 杜方：绰号“黑煞剑”
- 崔老三：昔年曾在辽北横行一时，绰号“云中金刚”
- 江中：绰号“飞狼刀”
- 胖掌柜：状元楼掌柜
- 杂货铺老头

## 提及人物
- 谢天：神剑山庄的第一代主人
- 梅子仪：绰号“闪电追风剑”，绝招“风雷三刺”
- 燕十三之父
- 燕五
- 燕七
- 夏侯重山：红云谷庄主
- 铁中奇：绰号“飞骑快剑”，红旗镖局的总镖头
- 巴天豹

## 小說目錄
1. 一劍穿心
2. 時來運轉
3. 千蛇怪劍
4. 癡女情恨
5. 獅子開口
6. 飛來豔福
7. 禍上身來
8. 醉意如泥
9. 深藏不露
10. 劍在人在
11. 落魄浪子
12. 情深似海
13. 青衣軍師
14. 有恃無恐
15. 人事無常
16. 豬狗不如
17. 深藏不露
18. 判若兩人
19. 管鮑之交
20. 不祥預兆
21. 恐怖黑殺
22. 奇幻身法
23. 江南慕容
24. 地破天驚
25. 拾我其誰
26. 久別重逢
27. 聚短離長
28. 身經百戰
29. 患難相共
30. 千紅劍客
31. 存心送死
32. 胸有成竹
33. 血洗紅旗
34. 鐵旗快劍
35. 一朵珠花
36. 欣逢知己
37. 看破生死
38. 口誅筆伐
39. 賭劍決勝
40. 頇謀在先
41. 看輕生死
42. 絕處逢生
43. 瞭若指掌
44. 奪命之劍
45. 相逢對手
46. 大惑不解
47. 淡泊名利

## 改編作品

### 電影
- 《三少爺的劍》：1977年邵氏出品。
- 《三少爺的劍》：2016年中国大陸电影，导演尔冬升、监制徐克。

### 電視劇
- 《三少爺的劍》：1977年香港麗的電視劇。
- 《三少爺的劍》：2000年中國大陸電視劇。